# アッサムシュタット
アッサムシュタット (ドイツ語: Assamstadt,  ドイツ語発音) は、ドイツ連邦共和国バーデン＝ヴュルテンベルク州マイン＝タウバー郡に属す町村（以下、本項では便宜上「町」と記述する）。謝肉祭で有名な土地柄であり、自治体としてのアッサムシュタットには、首邑であるアッサムシュタット以外にもいくつかの小集落が属する。

## 地理

### 位置
タウバー川とヤクスト川に挟まれた丘陵地タウバーグルントの、海抜300 - 400mに位置する。

### 隣接する市町村
北はボックスベルク、東はバート・メルゲントハイム、南はデルツバッハ、西はクラウトハイムと境を接する。最後の2つはホーエンローエ郡に属す。

## 歴史
1228年に文献上に初めて記録され、1806年にバーデン領となった。

### 宗教
宗教改革が素通りしたアッサムシュタットでは、現在もローマ・カトリック教会が主流である。プロテスタント信者の住民はクラウトハイムのプロテスタント教会に属している。

## 経済と社会資本
農業が大きな役割を担っている。主な作物は小麦、スペルトコムギ、醸造用大麦である。

### 交通
12km離れたアウトバーンA81号線ボックスベルク・インターチェンジで、広域道路網に接続する。州道および郡道が近隣の市町村を結んでいる。かつてはヤクストタール鉄道の路線が通っていたが、現在は廃線となっている。

### 教育
基礎課程学校が1校ある。